# クレイトスの巨大生物
『クレイトスの巨大生物』（クレイトスのきょだいせいぶつ　The Deathworms Of Kratos）は、イギリスのSF作家エドマンド・クーパーが、リチャード・エイヴァリー名義で書いたSF小説。
コンラッド消耗部隊、通称エクスペンダブル（The Expendables)シリーズの、全4作品の1番目の作品である。

## あらすじ
無人探査機から送信された「人類の生存に適した惑星」の発見情報に対して、7人のエクスペンダブル（消耗可能人員）がアルタイル第4惑星「クレイトス」の調査に送り込まれた。着陸してしばらくの間は平穏な惑星と思えたが、やがて想像を絶する巨大生物が生息していることが判明した。それらの生物の頂点に君臨する、超巨大な「女王」が存在することも明らかになった。これらを排除しないと、人類がこの惑星に入植することはできないのである。

## 登場人物
- ジェームズ・コンラッド - チームの司令官。事故で失った片目は義眼で、赤外線を感じることができる。また片腕も義手で、原子力駆動のおかげで強大なパワーを出すことができる。
- インディラ・スミス - チームの副司令官。軍医でもある。両足を失ったので、原子力駆動の義足をつけており、高速で何時間も走ることができる。
- カート・クワンゴ - 生態学者。もと犯罪人。
- ルー・アンドレアス - 技師。
- チャンタナ・ルグロ - 化学者。もと犯罪人。
- フィデル・バチスタ - 兵器および爆発物専門家。もと犯罪人。
- エリザベス・ジェームズ - 生物学者。もと犯罪人。
- ロボット1号～6号 - 人間ではないが、船内警備や周囲の探査、機材の準備などの活動を行う。それぞれ、マシュー、マーク、ルーク、ジョン、ピーター、ポールと呼ばれている。

## 書誌情報
- 『クレイトスの巨大生物』（石田善彦訳、創元推理文庫SF） 1980年3月28日初版